# 빌헬름 폰 호엔촐레른 공자

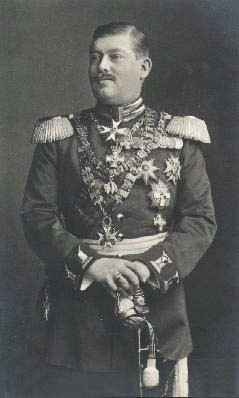
빌헬름 폰 호엔촐레른 공자

빌헬름 폰 호엔촐레른 공자(William, Prince of Hohenzollern, 1864년 3월 7일 ~ 1927년 10월 22일)는 레오폴트 폰 호엔촐레른 후작과 포르투갈 인판타 안토니아의 장남이었다.